# نووی کراسنویار
نووی کراسنویار (انگلیسی: Novy Krasnoyar) یک شهرک در شهرستان استرلیتاماکسکی استان باشقیرستان کشور روسیه است.